# Werner Camichel
Werner Camichel   (Zuoz, 26 de gener de 1945 - Samedan, 27 de març de 2006) fou un pilot de bob suís que va competir durant la dècada de 1970.
El 1972 va prendre part en els Jocs Olímpics d'Hivern de Sapporo, on guanyà la medalla d'or en la prova de bobs a quatre del programa de bob. Formà equip amb Jean Wicki, Edy Hubacher i Hans Leutenegger. Als Jocs Olímpics d'Hivern de 1976 fou l'abanderat en la cerimònia inaugural.
En el seu palmarès també destaquen dues medalles d'or al Campionat del món de bob.